# Paul Abdel Sater
Paul Abdel Sater (* 20. September 1962 in Aïn El Remmaneh, Libanon) ist ein Geistlicher der maronitisch-katholischen Kirche von Antiochien und Erzbischof von Beirut.

## Leben
Paul Abdel Sater empfing am 29. Juni 1987 das Sakrament der Priesterweihe für die Erzeparchie Beirut.
Die Synode der syrisch-maronitischen Kirche von Antiochien wählte ihn zum Kurienbischof des Patriarchats von Antiochien. Papst Franziskus bestätigte die Wahl am 28. Juli 2015 und ernannte ihn zum Titularbischof von Ptolemais in Phoenicia dei Maroniti. Der Maronitische Patriarch von Antiochien, Béchara Pierre Kardinal Raï OMM, spendete ihm am 5. September desselben Jahres die Bischofsweihe. Mitkonsekratoren waren der Erzbischof von Beirut, Paul Youssef Matar, und der Erzbischof von Haifa und dem Heiligen Land, Moussa El-Hage OAM.
Die Synode der maronitischen Kirche von Antiochien gab am 15. Juni 2019 seine Wahl zum Erzbischof von Beirut bekannt. Die Amtseinführung fand am 14. Juli desselben Jahres statt.